# Joachim Schepke
Joachim Schepke, född 8 mars 1912 i Flensburg, Tyskland, död 17 mars 1941 i nordatlanten, var en tysk ubåtskapten under andra världskriget.
Schepke började sin karriär i den tyska flottan innan han förflyttades till ubåtsvapnet 1935. Under andra världskriget tjänstgjorde han på U-3, U-19 och U-100 och sänkte totalt 36 skepp med ett totalt tonnage på 153 677 ton och skadade 4 skepp med ett totalt tonnage på 17 229 ton. Han var tillsammans med Otto Kretschmer och Günther Prien de mest framgångsrika ubåtsässen under början av andra världskriget. Han tilldelades järnkorset av 1:a grad den 27 februari 1940, riddarkorset den 24 februari 1940 och riddarkorset med eklöv den 1 december 1940.
Schepke dödades efter att U-100 blivit sänkt efter att ha blivit rammad och attackerad med sjunkbomber av de brittiska jagarna HMS Walker och HMS Vanoc.